# غاري بروكر
غاري بروكر (29 مايو 1945 - 19 فبراير 2022)، هو مُغني وكاتب أغاني وعازف بيانو إنجليزي، وهو مؤسس فرقة الروك «Procol Harum» “بروكول هاروم”.

## وفاته
توفي يوم 19 فبراير 2022 عن عمر 76 عاماً، بحسب ما افاد الموقع الرسمي لفرقة “بروكول هاروم” البريطانية التي اشتهرت بأسلوب “الروك المخدّر” في أواخر ستينات القرن العشرين ومن أبرز أغنياتها “إيه وايتر شايد أوف بايل” (1967). وأشار البيان إلى أن بروكر “كان يبلغ 76 عاماً وكان يعالَج من مرض السرطان، لكنه توفي بسلام في منزله”.

## روابط خارجية
- ClassicBands.com: Procol Harum
- غاري بروكر في Discogs
- غاري بروكر في قاعدة بيانات الأفلام على الإنترنت موقع
- غاري بروكر في 45cat.com